# 高松市文化芸術ホール
高松市文化芸術ホール（たかまつしぶんかげいじゅつホール）は、香川県高松市サンポートにある高松市立のホール。サンポート高松の一施設である。愛称はサンポートホール高松（サンポートホールたかまつ）。

## 概要
タワー棟とホール棟により構成されている高松シンボルタワーのホール棟内にあり、同棟内には他にマリタイムプラザ高松などの施設が入っている。かつて高松市役所西隣にあった旧高松市民会館に代わる新しい文化芸術の拠点として1991年より整備が検討され、1994年にサンポートに建設することが決定し、2004年5月20日に開館。杮落とし公演は星出豊を監督に迎えて行われた喜歌劇「こうもり」。

### 大ホール
ホール棟の3階-5階に位置する。プロセニアム型で、総客席数 1,500席。定員は舞台の設定により、1,312席・1,222席・1,034席に可変する。前部4列 126席は、オーケストラピットとして使用する際は座席が撤去され、当該目的用に転換する。
2006年より4年に一度開催されている高松国際ピアノコンクールの会場である。

### 第1小ホール
ホール棟4階-5階。

### 第2小ホール
ホール棟5階-中6階。 

### 会議室
ホール棟5階-6F。

## アクセス
- JR高松駅より徒歩3分 （駅から見える場所に位置する）
- 高松琴平電気鉄道高松築港駅より徒歩5分